# Camptotypus simillimus
Camptotypus simillimus là một loài tò vò trong họ Ichneumonidae.